# Paul Geheeb
Paul ("Paulus") Geheeb (Geisa/Rhön, 10 oktober 1870 - Hasliberg-Goldern, 1 mei 1961) was een Duitse reformpedagoog. Als oprichter van de Odenwaldschule en de École d’Humanité is hij een belangrijke figuur in de landgoedonderwijsbeweging.
- Bibsys: 5018382
- Bibliothèque nationale de France: cb12472781t (data)
- CiNii: DA01990214
- Gemeinsame Normdatei: 118689967
- Historisch woordenboek van Zwitserland: 009023
- International Standard Name Identifier: 0000 0001 1871 9206
- Library of Congress Control Number: n91061913
- Bibliotheek van het Japanse parlement: 00440682
- Nationale Bibliotheek van Israël: 987007261660005171
- Nederlandse Thesaurus van Auteursnamen: 112516831
- Réseau des bibliothèques de Suisse occidentale: 02-A012322811
- Système universitaire de documentation: 089054652
- Virtual International Authority File: 109394766
- WorldCat: E39PBJvH7rjbPmyVgphKcCq84q